# Engrama (neuropsicologia)
Dins l'àmbit de la neuropsicologia, un engrama és una unitat d'informació cognitiva impresa en una substància física, teoritzada com el mitjà pel qual s'emmagatzemen els records com a canvis biofísics o bioquímics en el cervell o en un altre teixit biològic, en resposta a estímuls externs.
Demostrar l'existència i el mecanisme i la ubicació exactes d'engrames definits neurològicament ha estat un focus d'investigació persistent durant moltes dècades.
El terme "engrama" va ser encunyat per l'investigador de memòria Richard Semon en referència al substrat físic de la memòria a l'organisme. Semon va advertir, però: "En els animals, durant el procés evolutiu, un sistema orgànic, el sistema nerviós, s'ha especialitzat per a la recepció i la transmissió d'estímuls. No obstant això, d'aquesta especialització no es pot deduir cap monopoli d'aquesta funció per part del sistema nerviós, ni tan sols en el seu estat més alt d'evolució, com en l'home." Una de les primeres empreses per identificar la ubicació d'un record al cervell va ser realitzada per Karl S. Lashley, que va eliminar parts del cervell en rosegadors. En els experiments de Lashley, les rates van ser entrenades per córrer a través d'un laberint i després es va treure teixit de la seva escorça cerebral. L'augment de la quantitat de teixit eliminat va augmentar la degradació de la memòria, però més notablement, d' on es va eliminar el teixit no va fer cap diferència. Així, la seva recerca no va tenir èxit, i la seva conclusió, que la memòria es distribueix de manera difusa al cervell, va tenir una gran influència. Tanmateix, avui en dia apreciem que la memòria no es distribueix completament, sinó només en gran manera al cervell; això, juntament amb la seva naturalesa dinàmica, fa que els engrames siguin difícils d'identificar mitjançant mètodes científics tradicionals.
Més tard, Richard F. Thompson va buscar l'engrama al cerebel, més que a l'escorça cerebral. Va utilitzar el condicionament clàssic de la resposta de la parpella en conills a la recerca de l'engrama. Va insuflar aire a la còrnia de l'ull i la va combinar amb un to. Després d'una sèrie d'experiències associant-lo amb un to, els conills es van condicionar a parpellejar quan sentien el to fins i tot sense una bufada. Una regió que el grup de Thompson va estudiar va ser el nucli interpòs lateral (LIP). Quan es va desactivar químicament, la resposta condicionada va desaparèixer; quan es van tornar a activar, van tornar a respondre, demostrant que el LIP és un element clau de l'engrama per a aquesta resposta. Aquest enfocament, dirigit al cerebel, encara que reeixit, examina només les respostes bàsiques i automàtiques, que tenen pràcticament tots els animals. Tanmateix, els engrames de tipus específics de memòria es troben en els subsistemes que medien aquest procés d'aprenentatge i, com a tal, només els engrames de condicionament simple s'associen amb el LIP, però no, per exemple, els engrames de memòria semàntica.